# World Series of Poker 1971
De World Series of Poker van 1971 werd gehouden in de Binion's Horseshoe in Las Vegas.

## Voorrondes
| Event                  | Winnaar       | Prijs   | Runner-up |
| ---------------------- | ------------- | ------- | --------- |
| Limit Seven Card Stud  | Puggy Pearson | $10.000 | Onbekend  |
| Limit Razz             | Jimmy Casella | $10.000 | Onbekend  |
| Limit 5 Card Stud      | Bill Boyd     | $10.000 | Onbekend  |
| Limit Ace to Five Draw | Johnny Moss   | $10.000 | Onbekend  |

## Main Event
Er deden zes spelers mee aan het Main Event. Elk betaalden ze vijfduizend dollar om mee te doen aan het toernooi.

### Finaletafel
| Positie | Naam                   | Prijs   |
| ------- | ---------------------- | ------- |
| 1e      | Johnny Moss            | $30.000 |
| 2e      | Walter "Puggy" Pearson | -       |
| 3e      | Onbekend               | -       |
| 4e      | Onbekend               | -       |
| 5e      | Onbekend               | -       |
| 6e      | Onbekend               | -       |

1970 · 1971 · 1972 · 1973 · 1974 · 1975 · 1976 · 1977 · 1978 · 1979 · 1980 · 1981 · 1982 · 1983 · 1984 · 1985 · 1986 · 1987 · 1988 · 1989 · 1990 · 1991 · 1992 · 1993 · 1994 · 1995 · 1996 · 1997 · 1998 · 1999 · 2000 · 2001 · 2002 · 2003 · 2004 · 2005 · 2006 · 2007 · 2008 · 2009 · 2010 · 2011 · 2012 · 2013 · 2014 · 2015 · 2016 · 2017 · 2018 · 2019 · 2020 · 2021 · 2022 · 2023 · 2024